# Apinakoppa, Hirekerur
Apinakoppa là một làng thuộc tehsil Hirekerur, huyện Haveri, bang Karnataka, Ấn Độ.